# Elezioni regionali in Piemonte del 2019
Le elezioni regionali in Piemonte del 2019 si sono tenute il 26 maggio 2019, contestualmente alle elezioni europee e alle elezioni amministrative in numerosi comuni italiani.

## Candidati alla presidenza
I candidati alla presidenza delle elezioni regionali italiane del 2019 in Piemonte sono i seguenti:
- Giorgio Bertola, consigliere regionale uscente sostenuto dal Movimento 5 Stelle[2];
- Sergio Chiamparino, presidente uscente, sostenuto da una coalizione di centro-sinistra composta da Partito Democratico, Liberi Uguali Verdi, Moderati, +Europa, Democrazia Solidale e Italia in Comune[3];
- Alberto Cirio, europarlamentare sostenuto da una coalizione di centro-destra[4] composta da Forza Italia, Lega, Fratelli d'Italia, Unione di Centro, Sì Tav Sì Lavoro per il Piemonte nel Cuore (lista composta da candidati del MNS e di EpI);
- Valter Boero, docente universitario sostenuto dal Popolo della Famiglia[5].

## Affluenza
| Provincia            | Affluenza |
| -------------------- | --------- |
| Piemonte             | 63,34%    |
| Alessandria          | 61,87%    |
| Asti                 | 62,85%    |
| Biella               | 65,96%    |
| Cuneo                | 65,94%    |
| Novara               | 64,03%    |
| Torino               | 62,88%    |
| Verbano-Cusio-Ossola | 59,77%    |
| Vercelli             | 63,88%    |

## Risultati elettorali
|                                                                 | Alberto Cirio (Cirio Presidente) ✔️ Presidente                  | 1 091 814                                                       | 49,86 | Lega Salvini Piemonte    | 712 703   | 37,11 | 17 |  |  |
| Forza Italia                                                    | Alberto Cirio (Cirio Presidente) ✔️ Presidente                  | 1 091 814                                                       | 49,86 | 161 137                  | 8,39      | 3     |    |  |  |
| Fratelli d'Italia                                               | Alberto Cirio (Cirio Presidente) ✔️ Presidente                  | 1 091 814                                                       | 49,86 | 105 410                  | 5,49      | 2     |    |  |  |
| Sì Tav Sì Lavoro per il Piemonte nel Cuore                      | Alberto Cirio (Cirio Presidente) ✔️ Presidente                  | 1 091 814                                                       | 49,86 | 27 072                   | 1,41      | –     |    |  |  |
| Unione di Centro                                                | Alberto Cirio (Cirio Presidente) ✔️ Presidente                  | 1 091 814                                                       | 49,86 | 22 179                   | 1,15      | –     |    |  |  |
| Seggi assegnati alla lista regionale                            | Seggi assegnati alla lista regionale                            | Seggi assegnati alla lista regionale                            | 49,86 | 11                       |           |       |    |  |  |
|                                                                 | Sergio Chiamparino (Sì Chiamparino Presidente)                  | 783 805                                                         | 35,80 | Partito Democratico      | 430 902   | 22,44 | 9  |  |  |
| Chiamparino per il Piemonte del Sì                              | Sergio Chiamparino (Sì Chiamparino Presidente)                  | 783 805                                                         | 35,80 | 63 933                   | 3,33      | 1     |    |  |  |
| Liberi Uguali Verdi                                             | Sergio Chiamparino (Sì Chiamparino Presidente)                  | 783 805                                                         | 35,80 | 46 570                   | 2,42      | 1     |    |  |  |
| Moderati per Chiamparino                                        | Sergio Chiamparino (Sì Chiamparino Presidente)                  | 783 805                                                         | 35,80 | 36 125                   | 1,88      | 1     |    |  |  |
| +Europa - Sì TAV                                                | Sergio Chiamparino (Sì Chiamparino Presidente)                  | 783 805                                                         | 35,80 | 34 993                   | 1,82      | –     |    |  |  |
| Chiamparino Sì - DemoS                                          | Sergio Chiamparino (Sì Chiamparino Presidente)                  | 783 805                                                         | 35,80 | 15 096                   | 0,79      | –     |    |  |  |
| Italia in Comune                                                | Sergio Chiamparino (Sì Chiamparino Presidente)                  | 783 805                                                         | 35,80 | 11 183                   | 0,58      | –     |    |  |  |
| Seggio assegnato al candidato presidente classificatosi secondo | Seggio assegnato al candidato presidente classificatosi secondo | Seggio assegnato al candidato presidente classificatosi secondo | 35,80 | 1                        |           |       |    |  |  |
|                                                                 | Giorgio Bertola                                                 | 298 086                                                         | 13,61 | Movimento 5 Stelle       | 240 975   | 12,55 | 5  |  |  |
|                                                                 | Valter Boero                                                    | 15 935                                                          | 0,73  | Il Popolo della Famiglia | 12 250    | 0,64  | –  |  |  |
| Totale                                                          | Totale                                                          | 2 189 640                                                       | 100   |                          | 1 920 576 | 100   | 51 |  |  |
|                                                                 |                                                                 |                                                                 |       |                          |           |       |    |  |  |
| Schede bianche                                                  | Schede bianche                                                  | 42 276                                                          | 1,85  |                          |           |       |    |  |  |
| Schede nulle                                                    | Schede nulle                                                    | 58 445                                                          | 2,55  |                          |           |       |    |  |  |
| Votanti                                                         | Votanti                                                         | 2 290 361                                                       | 63,34 |                          |           |       |    |  |  |
| Elettori                                                        | Elettori                                                        | 3 616 191                                                       |       |                          |           |       |    |  |  |
|                                                                 |                                                                 |                                                                 |       |                          |           |       |    |  |  |
| Fonte: Ministero dell'interno                                   |                                                                 |                                                                 |       |                          |           |       |    |  |  |

## Consiglieri eletti
| Collegio             | Lista                              | Lista                              | Eletto               |
| -------------------- | ---------------------------------- | ---------------------------------- | -------------------- |
| Collegio regionale   |                                    | Cirio Presidente                   | Alberto Cirio        |
| Collegio regionale   | Alberto Preioni                    | Cirio Presidente                   |                      |
| Collegio regionale   | Sara Zambaia                       | Cirio Presidente                   |                      |
| Collegio regionale   | Carlo Riva Vercellotti             | Cirio Presidente                   |                      |
| Collegio regionale   | Letizia Giovanna Nicotra           | Cirio Presidente                   |                      |
| Collegio regionale   | Maurizio Marrone                   | Cirio Presidente                   |                      |
| Collegio regionale   | Alessandra Hilda Francesca Biletta | Cirio Presidente                   |                      |
| Collegio regionale   | Michele Mosca                      | Cirio Presidente                   |                      |
| Collegio regionale   | Elena Chiorino                     | Cirio Presidente                   |                      |
| Collegio regionale   | Andrea Cane                        | Cirio Presidente                   |                      |
| Collegio regionale   | Alessandro Stecco                  | Cirio Presidente                   |                      |
| Collegio regionale   |                                    | Sì Chiamparino Presidente          | Sergio Chiamparino   |
| Torino               |                                    | Lega                               | Fabrizio Ricca       |
| Torino               | Stefano Allasia                    | Lega                               |                      |
| Torino               | Andrea Cerutti                     | Lega                               |                      |
| Torino               | Claudio Leone                      | Lega                               |                      |
| Torino               | Mauro Fava                         | Lega                               |                      |
| Torino               | Gianluca Gavazza                   | Lega                               |                      |
| Torino               | Valter Marin                       | Lega                               |                      |
| Torino               |                                    | Partito Democratico                | Mauro Salizzoni      |
| Torino               | Daniele Valle                      | Partito Democratico                |                      |
| Torino               | Monica Canalis                     | Partito Democratico                |                      |
| Torino               | Alberto Avetta                     | Partito Democratico                |                      |
| Torino               | Raffaele Gallo                     | Partito Democratico                |                      |
| Torino               | Diego Sarno                        | Partito Democratico                |                      |
| Torino               |                                    | Movimento 5 Stelle                 | Giorgio Bertola      |
| Torino               | Francesca Frediani                 | Movimento 5 Stelle                 |                      |
| Torino               | Sarah Disabato                     | Movimento 5 Stelle                 |                      |
| Torino               |                                    | Forza Italia                       | Andrea Tronzano      |
| Torino               | Paolo Ruzzola                      | Forza Italia                       |                      |
| Torino               |                                    | Fratelli d'Italia                  | Roberto Rosso        |
| Torino               |                                    | Chiamparino per il Piemonte del Sì | Mario Giaccone       |
| Torino               |                                    | Liberi Uguali Verdi                | Marco Grimaldi       |
| Torino               |                                    | Moderati per Chiamparino           | Silvio Magliano      |
| Alessandria          |                                    | Lega                               | Marco Protopapa      |
| Alessandria          | Giovanni Battista Poggio           | Lega                               |                      |
| Alessandria          |                                    | Partito Democratico                | Domenico Ravetti     |
| Alessandria          |                                    | Movimento 5 Stelle                 | Sean Sacco           |
| Asti                 |                                    | Lega                               | Fabio Carosso        |
| Biella               |                                    | Lega                               | Chiara Caucino       |
| Cuneo                |                                    | Lega                               | Luigi Genesio Icardi |
| Cuneo                | Paolo Demarchi                     | Lega                               |                      |
| Cuneo                |                                    | Partito Democratico                | Maurizio Marello     |
| Cuneo                |                                    | Forza Italia                       | Francesco Graglia    |
| Cuneo                |                                    | Fratelli d'Italia                  | Paolo Bongioanni     |
| Novara               |                                    | Lega                               | Riccardo Lanzo       |
| Novara               | Federico Perugini                  | Lega                               |                      |
| Novara               |                                    | Partito Democratico                | Domenico Rossi       |
| Verbano-Cusio-Ossola |                                    | Lega                               | Alberto Preioni      |
| Vercelli             |                                    | Lega                               | Angelo Dago          |